# Хортицька вулиця (Київ)
Хо́ртицька ву́лиця — вулиця в Голосіївському районі міста Києва, селище Мишоловка. Пролягає від Закарпатської вулиці до Ягідної вулиці.

## Історія
Вулиця виникла в середині XX століття під назвою 149-та Нова. Сучасна назва — з 1944 року, на честь острова Хортиця.
Назву Хортицька деякий час мала зникла вулиця Юних Ленінців у Микільській слобідці.